# Antepione vanusaria
Antepione vanusaria là một loài bướm đêm trong họ Geometridae.